# Warszawaupproret (1794)
Warszawaupproret  (polska: Insurekcja warszawska) var ett uppror i Warszawa som började den 17 april 1794 och var en del av det polska Kościuszko-upproret mot Ryssland. Upproret understöddes av den polska armén och målet var att upphäva Rysslands kontroll över den polska huvudstaden Warszawa. Strax innan upproret startade hade generalen Tadeusz Kościuszko vunnit en taktisk polsk seger vid Slaget vid Raclawice, vilket bidrog till att Warszawa anslöt sig till upproret.
Den ryska befälhavaren i Warszawa, Otto Henrik Igelström, hade sänt iväg delar av den ryska garnisonen i staden för att understödja Denisov och Tormasov i slaget vid Raclawice. Även om de ryska styrkorna i Warszawa trots detta var bättre utrustade och fler till antalet än upprorsmännen lyckades de polska styrkorna tillsammans med polsk milis, beväpnad med vapen från Warszawas arsenal, överrumpla ryssarna och tillfoga dem stora förluster. De ryska styrkorna befann sig snart i korseld och flera enheter bröt sig loss i ett tidigt skede och retirerade med stora förluster.
Tadeusz Kościuszko, Tomasz Maruszewski och Ignacy Działyński hade ihop med ett antal andra ledande upprorsmän förberett sig för ett uppror sedan tidigt under 1793, och hade lyckats samla stöd bland både bondebefolkningen och armén vilket ledde till att majoriteten av de polska styrkorna stationerade i Warzsawa anslöt sig till upproret och att en nationell milis bildades med flera tusen milismän ledda av Jan Kiliński.
På bara några timmar hade striderna i Warszawa spridit sig från den västra utkanten av Warszawas gamla stad till strider i hela staden. Delar av de ryska garnisonen i staden lyckades retirera till kyrkogården Powązki med hjälp av det preussiska kavalleriet, men majoriteten av de ryska trupperna lyckades inte ta sig ur staden och det tog två dagar innan de sista isolerade ryska trupperna besegrades.
Efter att de ryska styrkorna fördrivits ur Warszawa  vädjade generalen Mokronowski till den polska kungen Stanisław II att han skulle stödja Kościuszko-upproret, men kungen vägrade och det bildades en interimsstyrelse i Warszawa bestående av Zakrzewski, Mokronowski, Józef Wybicki och Jan Kiliński. Denna interimsstyrelse agerade mellan 19 april och 27 maj 1794. Efter resningen i Warszawa dömdes ett antal ryskvänliga polacker med framstående ställning till döden, samtidigt som det inträffade att en lynchmobb stormade ett fängelse och hängde flera anhängare till den Rysslandsstödda Targowica-konfederationen. Stanisław Szczęsny Potocki var en av dem dömdes till döden, men han hade lyckats fly så istället hängde man hans porträtt.